# Oenothalia auropurpurata
Oenothalia auropurpurata är en fjärilsart som beskrevs av W. Warren 1907. Oenothalia auropurpurata ingår i släktet Oenothalia och familjen mätare. Inga underarter finns listade i Catalogue of Life.